# Юрьевский, Георгий Александрович
Светлейший князь Гео́ргий Алекса́ндрович Юрьевский (30 апреля (12 мая) 1872, Санкт-Петербург — 31 августа (13 сентября) 1913, Марбург) — сын императора Александра II и княжны Е. М. Долгорукой.

## Биография
Георгий Александрович — сын императора Александра II и княжны Екатерины Михайловны Долгорукой (с 1880 года — светлейшая княгиня Юрьевская) рождённый до брака и позже узаконенный с присвоением титула светлейшего князя и фамилии Юрьевский. 29 июня (11 июля) 1874 года Александр II отправил тайный указ в Сенат: «Малолетним Георгию Александровичу и Ольге Александровне Юрьевским даруем мы права, присущие дворянству и вводим в княжеское достоинство с титулом светлейших. Александр». В день бракосочетания Александра II и княжны Екатерины (6 июня 1880) был составлен Акт о бракосочетании и в Сенат был направлен новый указ: «Вторично вступив в законный брак с княжной Екатериной Михайловной Долгорукой, мы приказываем присвоить ей имя княгини Юрьевской с титулом светлости. Мы приказываем присвоить то же имя с тем же титулом нашим детям: сыну нашему Георгию, дочерям Ольге и Екатерине, а также тем, которые могут родиться впоследствии, мы жалуем их всеми правами, принадлежащими законным детям сообразно статье 14 Основных законов империи и статьи 147 Учреждения Императорской фамилии. Александр».
Признав детей, Александр II желал уравнять их в правах со старшими детьми, рождёнными от императрицы Марии Александровны. Великий князь Александр Михайлович писал в своих воспоминаниях:

 — А вот и мой Гога! — воскликнул гордо Император, поднимая в воздух веселого мальчугана и сажая его себе на плечо. — Скажи-ка нам, Гога, как тебя зовут?
 — Меня зовут князь Георгий Александрович Юрьевский, — отвечал Гога и начал возиться с бакенбардами Императора, теребя ручонками.
 — Очень приятно познакомиться, князь Юрьевский! — шутил Государь. — А не хочется ли, молодой человек, вам сделаться Великим князем?
…Этой шуткой Александр II как бы пробовал почву среди своих родственников по вопросу об узаконении своих морганатических детей.
После убийства отца-императора (1 (13) марта 1881) вместе с матерью и сёстрами покинул Россию и жил во Франции. Учился в лицее Кондорсэ. Окончил Сорбонну (1891) со степенью бакалавра.
Впоследствии вернулся в Россию. Прослушал курс лекций в Морском кадетском корпусе. С 19 марта 1892 года служил в 5-м флотском экипаже Балтийского флота, в плавании на бронепалубном корвете «Рында» (1892—1894).
С 7 октября 1895 года обучался на драгунском отделении Офицерской кавалерийской школы.
21 апреля 1897 года прикомандирован ко 2-му эскадрону лейб-гвардии Гусарского полка, в 1908 году вышел в отставку в чине штабс-ротмистра.
31 августа (13 сентября) 1913 года Георгий Александрович скончался от нефрита в Марбурге, провинция Гессен-Нассау, королевство Пруссия, Германская империя. Похоронен в Висбадене на русском кладбище.

## Чины
- Вольноопределяющийся флота
- Мичман (7 февраля 1894)
- Переведен в гвардейскую кавалерию корнетом (16 сентября 1895)
- Поручик (6 декабря 1898)
- Штабс-ротмистр (6 декабря 1902)

## Брак и дети
Жена (с 4 февраля 1900 года; Ницца)  — графиня Александра Константиновна Зарнекау (1883—1957), дочь принца Константина Петровича Ольденбургского от морганатического брака с графиней Агриппиной Зарнекау, урождённой Джапаридзе. Союз этот был устроен княгиней Юрьевской, чтобы разлучить сына с цыганкой Анной Масальской, от которой он имел незаконных детей. Брак по расчету для Георгия Александровича превратился в брак по любви. Он до безумия был влюблен в свою юную жену. Пока она не привлекала внимания богача Льва Васильевича Нарышкина. В 1904 году начался бракоразводный процесс, который закончился 17 октября 1908 года. В браке с Нарышкиным Александра Константиновна не была счастлива и, родив двух детей, развелась с ним. Умерла в Париже.
- Сын Александр (8 (21) декабря 1900, Ницца[2], Франция — 29 февраля 1988), после развода родителей жил у бабушки княгини Юрьевской, обучался в частной школе в Англии.
  - Внук Георгий (Ханс-Георг) (род. 8 декабря 1961, Санкт Галлен, Швейцария)